# Mesosa longipennis
Mesosa longipennis (лат.) — вид жуков-усачей из подсемейства ламиин. Распространён в России, Китае, Тайване, Южной Корее и Японии. Длина тела 18-24 мм. Надкрылья светло-оливково-коричневые, с сероватыми волнистыми пятнами. Кормовым растением личинок является айлант высочайший. Паразитом личинок являются осы Sclerodermus harmandi из семейства Bethylidae.